# (663) Gerlinde
(663) Gerlinde – planetoida z pasa głównego asteroid okrążająca Słońce w ciągu 5 lat 132 dni w średniej odległości 3,06 j.a. Została odkryta 24 czerwca 1908 roku w Landessternwarte Heidelberg-Königstuhl, w Heidelbergu przez Augusta Kopffa. Nazwa planetoidy pochodzi od germańskiego imienia Gerlinda. Przed jej nadaniem planetoida nosiła oznaczenie tymczasowe (663) 1908 DG.